# Piscine Molitor
Piscine Molitor (též Grands établissements balnéaires d'Auteuil) byla veřejná plovárna v Paříži, která byla přestavěna na hotel. Nachází se v 16. obvodu v Boulogneském lesíku, mezi Stade Roland-Garros a Parc des Princes.

## Historie
Plovárnu ve stylu art deco navrhl architekt Lucien Pollet a v roce 1929 ji slavnostně otevřeli Johnny Weissmüller a Aileen Rigginová. V letním bazénu byly 5. července 1946 uvedeny do světa módy první bikiny (návrhář Louis Réard, modelka Micheline Bernardini), nicméně první fotografie modelek v plavkách byly na plovárně nafoceny již roku 1934.
Původní plovárna zahrnovala venkovní letní bazén o délce 50 metrů, který se v zimě využíval k bruslení, a 33 metrů dlouhý zimní bazén v budově. Oba bazény byly obklopeny třípodlažními ochozy s šatnami ve dvou horních patrech. Zimní byl zakryt skleněnou střechou. Okna budovy byly ozdobeny vitrážemi z ateliéru Louise Barilleta.
Plovárna byla uzavřena v roce 1989 a následně se občanská iniciativa pokoušela o její znovuotevření. Během této doby prázdný objekt postupně chátral, přestože byl v roce 1990 zapsán mezi kulturní památky.
Dne 19. května 2014 byla budova otevřena po dvouapůlleté rekonstrukci, která si vyžádala náklady ve výši 80 milionů eur. Plovárna byla přestavěna na luxusní hotelový komplex se 124 pokoji, wellness a restaurací. Hotel provozuje řetězec Mgallery, který patří do společnosti AccorHotels. Plavecký bazén není určen veřejnosti. Mohou jej využívat pouze hoteloví hosté a tři dny v týdnu také školy pro výuku plavání.

## Odkaz v kultuře
V románu Pí a jeho život Yanna Martela je hlavním hrdinou chlapec jménem Piscine Molitor Patel.